# Prix Kaarle
Le Prix Kaarle (finnois : Kaarlen palkinto est un prix littéraire décerné depuis 1970 par Gummerus à l'un de ses auteurs,.

## Description
En 2014 le montant du prix est de 5 000 euros.
Le prix tient son nom du fondateur de Gummerus Kaarle Jaakko Gummerus.

## Lauréats
| Année | Auteur                                  | Ouvrage                                                                                              |
| ----- | --------------------------------------- | --- |
| 1970  | Erkki Ahonen Martti Joenpolvi           | |
| 1971  | Päivi Oinonen Risto Lehmusoksa          | |
| 1973  | Marianne Alopaeus Venny Kontturi        | |
| 1974  | Keijo Siekkinen                         | |
| 1975  | Paavo Lehtonen Anne Tauriala            | |
| 1976  | Eeva Tikka Maria Vaara                  | |
| 1977  | Markku Lahtela                          | |
| 1978  | Matti Pulkkinen                         | |
| 1979  | Liisa Laukkarinen Mauri Sariola         | |
| 1980  | Eeva Tikka                              | |
| 1981  | Martti Joenpolvi                        | |
| 1982  | Keijo Siekkinen                         | |
| 1983  | Kerttu-Kaarina Suosalmi                 | |
| 1984  | Kalle Päätalo                           | |
| 1985  | Teuvo Saavalainen                       | |
| 1986  | Matti Pulkkinen                         | |
| 1987  | Eeva Tikka                              | |
| 1988  | Juhani Syrjä                            | |
| 1989  | Kerttu-Kaarina Suosalmi                 | |
| 1990  | Ulla-Lena Lundberg                      | |
| 1991  | Martti Joenpolvi                        | |
| 1992  | Sakari Issakainen                       | |
| 1993  | Matti Pulkkinen Mauno Saari             | Ehdotus rakkausromaaniksi Christopher Wegelius                                                       |
| 1994  | Simo Hämäläinen Ilkka Rekiaro           | Moebiuksen lehti                                                                                     |
| 1995  | Sami Parkkinen Erkki Fredriksson        | Kääntöpaikka Suomi 500 vuotta Euroopan kartalla                                                      |
| 1996  | Harri Sirola Tommy Tabermann            | Silkkaa kalajuttua Aistien alamainen                                                                 |
| 1997  | Raija Oranen                            | |
| 1998  | Ulla-Lena Lundberg                      | Regn (Sade)                                                                                          |
| 1999  | Riikka Ala-Harja                        | Tom Tom Tom                                                                                          |
| 2000  | Juhani Syrjä                            | Juho 18, Juho 19-33                                                                                  |
| 2001  | Päivi Alasalmi                          | |
| 2002  | Sakari Issakainen                       | Espalmador                                                                                           |
| 2003  | Tommy Tabermann                         | |
| 2004  | Paula Havaste Pirjo Rissanen Timo Nurmi | |
| 2005  | Outi Alm                                | |
| 2006  | Jarkko Sipilä                           | |
| 2007  | Riikka Pulkkinen                        | Raja                                                                                                 |
| 2008  | Satu Manninen                           | Sateeseen unohdettu saari                                                                            |
| 2009  | Anneli Kanto                            | Veriruusut                                                                                           |
| 2010  | Päivi Alasalmi                          | Turhamainen aasi                                                                                     |
| 2011  | Markku Turunen                          | Juuston pimeä puoli                                                                                  |
| 2012  | Pekka Hiltunen                          | Vilpittömästi sinun                                                                                  |
| 2013  | Turkka Hautala                          | Kansalliskirja                                                                                       |
| 2014  | Pauliina Rauhala                        | Taivaslaulu                                                                                          |
| 2015  | Anni Kytömäki                           | Kultarinta                                                                                           |
| 2016  | Jukka Viikilä Jarmo Nieminen            | Akvarelleja Engelin kaupungista Keisarin perintö – Kertomuksia Helsingin sotilassaarten historiasta. |